# 이마이 하루카
이마이 하루카(일본어: 今井 遥, 1993년 8월 31일~)은 일본의 여자 피겨 스케이팅 선수이다.